# القوات المسلحة لجمهورية كوسوفو
القوات المسلحة لجمهورية كوسوفو (بالألبانية: Forcat e Armatosura të Republikës së Kosovës (FARK))‏ كانت مُنظمة شبه عسكرية وجناح عسكري تابع لحزب الرابطة الديمقراطية لكوسوفو، الحزب الرئيسي لتيار اليمين في كوسوفو، والذي أسسه إبراهيم روجوفا وبوجار بوكوشي. كانت القُوات نشطة خلال حرب كوسوفو التي دارت في الفترة (1998-1999).